# Schizonycha angustata
Schizonycha angustata är en skalbaggsart som beskrevs av Hermann Julius Kolbe 1895. Schizonycha angustata ingår i släktet Schizonycha och familjen Melolonthidae. Utöver nominatformen finns också underarten S. a. yemenensis.